# Cincinnati Mighty Ducks
Cincinnati Mighty Ducks byl profesionální americký klub ledního hokeje, který sídlil v Cincinnati ve státě Ohio. V letech 1997–2005 působil v profesionální soutěži American Hockey League. Mighty Ducks ve své poslední sezóně v AHL skončily ve čtvrtfinále play-off. Své domácí zápasy odehrával v hale Cincinnati Gardens s kapacitou 10 208 diváků. Klubové barvy byly fialová a bílá.
Založen byl v roce 1995 po přestěhování Baltimore Bandits do Cincinnati. Zanikl v roce 2005 přestěhováním do Rockfordu, kde byl založen tým Rockford IceHogs. Klub byl během své existence farmami celků NHL. Jmenovitě se jedná o Anaheim Ducks a Detroit Red Wings.

## Umístění v jednotlivých sezonách
Stručný přehled
Zdroj: 
- 1997–2000: American Hockey League (Středoatlantická divize)
- 2000–2001: American Hockey League (Jižní divize)
- 2001–2003: American Hockey League (Centrální divize)
- 2003–2005: American Hockey League (Západní divize)

Jednotlivé ročníky
Zdroj: 
Legenda: Z - zápasy, V - výhry, VP - výhry v prodloužení, R - remízy, P - porážky, PP - porážky v prodloužení, VG - vstřelené góly, OG - obdržené góly, +/- - rozdíl skóre, B - body, fialové podbarvení - reorganizace, změna skupiny či soutěže
| USA / Kanada (1997 – 2005) |                               |        |    |    |    |    |    |    |     |     |     |    |        |             |
| Sezóny                     | Liga                          | Úroveň | Z  | V  | VP | R  | PP | P  | VG  | OG  | +/- | B  | Pozice | Play-off    |
| 1997/98                    | AHL (Středoatlantická divize) | 2      | 80 | 23 | –  | 13 | 7  | 37 | 243 | 303 | -60 | 66 | 4.     | –           |
| 1998/99                    | AHL (Středoatlantická divize) | 2      | 80 | 35 | –  | 4  | 2  | 39 | 227 | 249 | -22 | 76 | 4.     | Osmifinále  |
| 1999/00                    | AHL (Středoatlantická divize) | 2      | 80 | 30 | –  | 9  | 4  | 37 | 227 | 244 | -17 | 73 | 5.     | –           |
| 2000/01                    | AHL (Jižní divize)            | 2      | 80 | 41 | –  | 9  | 4  | 26 | 254 | 240 | +14 | 95 | 2.     | Osmifinále  |
| 2001/02                    | AHL (Centrální divize)        | 2      | 80 | 33 | –  | 11 | 3  | 33 | 216 | 211 | +5  | 80 | 3.     | Předkolo    |
| 2002/03                    | AHL (Centrální divize)        | 2      | 80 | 26 | –  | 13 | 6  | 35 | 202 | 242 | -40 | 71 | 3.     | –           |
| 2003/04                    | AHL (Západní divize)          | 2      | 80 | 29 | –  | 13 | 1  | 37 | 188 | 211 | -23 | 72 | 5.     | Osmifinále  |
| 2004/05                    | AHL (Západní divize)          | 2      | 80 | 44 | –  | –  | 5  | 31 | 206 | 191 | +15 | 93 | 3.     | Čtvrtfinále |